# 5236 Yoko
Az 5236 Yoko (ideiglenes jelöléssel 1990 TG3) a Naprendszer kisbolygóövében található aszteroida. Mizuno Y., Furuta T. fedezte fel 1990. október 10-én.